# Mattole
Mattole.- /možda po imenu sela. Indijanci Wailaki nazivali su ih Tul'bush "foreigners"/ (Athapaskan pleme nastanjeno u Kaliforniji na rijekama Bear i Mattole, upravo zapadno od teritorija Lholankok Indijanaca. Kroeber je procijenio da ih je 1770. moglo biti oko 500, a 1910. preostalo ih je tek 34, uključujući 10 punokrvnih. Baumhoff pak smatra da ih je u domorodačko vrijeme moglo biti oko 1,200, a sto godina kasnije (1800.) procjenjen im je broj na 500; 400 (1900).
–Mattole su bili sjedilačko pleme, lovci, ribari i sakupljači duž obale oceana, osobito im je bio značajan kraljevski losos. Više-manje Mattole su kulturno srodni Hupama. Prakticirali su spaljivanje mrtvih i tetoviranje čela raznim oznakama. Uz lososa Mattole su lovili i morske lavove, a kao i kod susjednih Kalifornijaca veliki značaj imala je i 'žetva' žira. Kuće su bile kao i kod Sinkyona, Wailakija, Bear Rivera i Nongatla, s podom ukopane oko dvije stope u tlo, ponekad i lean-to od sekvoje. U jednoj kući moglo je živjeti dvije i više obitelji. Uz središnju vatru u kući nalazili su se stalci za sušenje. Ležajevi su bili od koža s krznom i pokrivačima od zečjeg krzna, a podlagale su se i hasure od tule, ili druge vrste trske. -Dugout kanui i splavi, prema Heizeru, služili su im za plovidbu po rijekama. Košare su se također plele, a služile su i za lov na jegulju i drugu ribu. 
Danas su nastanjeni na rezervatima Bear River (utemeljen 1911.) i Rohnerville (1932.) u Kaliforniji. Srodno pleme Bear River danas se izdaju pod njihovim Imenom. 2000. ima ih oko 100.

## Vanjske poveznice
- Mattole  Arhivirana inačica izvorne stranice od 29. lipnja 2006. (Wayback Machine)
- Swanton